# Sân bay Brisbane
Sân bay Brisbane (IATA: BNE, ICAO: YBBN) là sân bay phục vụ thành phố Brisbane và là bận rộn thứ 3 ở Australia, xếp sau Sân bay Melbourne và Sân bay Sydney. Sân bay tọa lạc ở ngoại ô với sân bay cùng tên, sân bay này phục vụ thành phố Brisbane và vùng đô thị xung quanh.
Đâylà một trung tâm hoạt động của Virgin Blue và hãng hàng không quốc tế giá rẻ thuộc Virgin Blue là Pacific Blue Airlines, sân bay cũng là trung tâm thứ nhì của Qantas và công ty con hàng không giá rẻ Jetstar. Đây là một phần của tuyến hàng không Brisbane–Sydney, là tuyếng hàng không vận chuyển hành khách tấp nập thứ 11 thế giới, và bận rộn thứ 7 ở vùng châu Á-Thái Bình Dương.
Sân bay Brisbane có nhà máy bảo dưỡng máy bay 767-300 và A330 của hãng Quantas. Virgin Blue có nhà xưởng bảo dưỡng nhỏ hơn ở sân bay này. Các hãng hàng không khác như QantasLink và Alliance cũng có các nhà máy bảo dưỡng ở sân bay này.
Sân bay có nhà ga nội địa và quốc tế, nhà ga hàng hóa và nhà ga hàng không tổng hợp và 2 đường băng.
Sân bay đã được tặng giải thưởng Eagle Award IATA năm 2005. Sân bay Brisbane đã được bầu chọn là sân bay tốt nhất vùng châu Á-Thái Bình Dương và sân bay có đội ngũ nhân viên thân thiện nhất thế giới trong năm 2008 bởi Skytrax World Airport Awards. Năm 2009, sân bay này đã được bầu chọn là sân bay tốt nhất ở Úc và sân bay có nhân viên thân thiện nhất ở vùng châu Á-Thái Bình Dương. Nhà ga quốc tế cũng giành được giải thưởng kiến trúc Queensland.. Năm 2010, sân bay này lại được bầu chọn là sân bay Úc tốt nhất bởi Sktrax và là nhóm 20 sân bay hàng đầu thế giới.

## Hãng hàng không và tuyến bay
| Hãng hàng không                                  | Các điểm đến | Terminal |
| ------------------------------------------------ | --- | -------- |
| Air New Zealand                                  | Auckland, Christchurch, Dunedin, Queenstown [theo mùa], Wellington | Quốc tế  |
| Air Niugini                                      | Port Moresby | Quốc tế  |
| Air Pacific                                      | Nadi | Quốc tế  |
| Air Vanuatu                                      | Espiritu Santo, Port Vila | Quốc tế  |
| Aircalin                                         | Nouméa | Quốc tế  |
| Brindabella Airlines                             | Coffs Harbour, Port Macquarie, Tamworth, Moree | Nội địa  |
| Cathay Pacific Airways                           | Hong Kong1 | Quốc tế  |
| China Airlines                                   | Taipei–Taoyuan | Quốc tế  |
| China Eastern Airlines                           | Shanghai–Pudong [theo mùa] | Quốc tế  |
| China Southern Airlines                          | Guangzhou [begins 1 November] | Quốc tế  |
| Emirates                                         | Auckland, Dubai, Singapore | Quốc tế  |
| Etihad Airways                                   | Abu Dhabi, Singapore | Quốc tế  |
| EVA Air                                          | Taipei–Taoyuan | Quốc tế  |
| Japan Airlines cung ứng bởi JALways              | Tokyo–Narita [chấm dứt ngày 1/10] | Quốc tế  |
| Jetstar Airways                                  | Adelaide, Avalon, Cairns, Darwin, Denpasar/Bali2, Hamilton Island, Launceston, Mackay, Melbourne, Newcastle, Proserpine, Sydney, Townsville | Nội địa  |
| Jetstar Airways                                  | Christchurch | Quốc tế  |
| Korean Air                                       | Seoul–Incheon | Quốc tế  |
| Malaysia Airlines                                | Kuala Lumpur1 | Quốc tế  |
| Norfolk Air cung ứng bởi Our Airline             | Norfolk Island, Sydney | Quốc tế  |
| Our Airline                                      | Honiara, Nauru, Tarawa | Quốc tế  |
| Philippine Airlines                              | Manila1 | Quốc tế  |
| Qantas                                           | Adelaide, Alice Springs, Cairns, Canberra, Darwin, Karratha, Melbourne, Mount Isa, Perth, Sydney, Townsville | Nội địa  |
| Qantas                                           | Hong Kong, Los Angeles, Manila, Mumbai, Nouméa, Queenstown [theo mùa], Singapore, Sydney | Quốc tế  |
| Qantas cung ứng bởi Jetconnect                   | Auckland | Quốc tế  |
| Qantas cung ứng bởi QantasLink                   | Barcaldine, Biloela/Thangool, Blackall, Blackwater [kết thúc vào ngày 15/8], Bundaberg, Cairns, Canberra, Charleville, Emerald, Gladstone, Hervey Bay, Longreach, Lord Howe Island, Mackay, Moranbah, Newcastle, Rockhampton, Roma, Townsville | Nội địa  |
| Royal Brunei Airlines                            | Bandar Seri Begawan | Quốc tế  |
| Singapore Airlines                               | Singapore | Quốc tế  |
| Skytrans Airlines                                | Bedourie, Birdsville, Boulia, Charleville, Cunnamulla, Mount Isa, Quilpie, St George, Thargomindah, Toowoomba, Windorah | Nội địa  |
| Solomon Airlines cung ứng bởi Strategic Airlines | Honiara | Quốc tế  |
| Strategic Airlines                               | Denpasar/Bali2 [begins 3 August], Port Hedland [begins 3 August] | Nội địa  |
| Thai Airways International                       | Bangkok–Suvarnabhumi | Quốc tế  |
| Tiger Airways Australia                          | Adelaide, Melbourne, Rockhampton | Nội địa  |
| V Australia                                      | Los Angeles, Phuket | Quốc tế  |
| VietJet Air                                      | Tp. Hồ Chí Minh | Quốc tế  |
| Virgin Blue                                      | Adelaide, Cairns, Canberra, Darwin, Hamilton Island, Hobart, Mackay, Melbourne, Newcastle, Perth, Proserpine, Rockhampton, Sydney, Townsville                                                                                                  | Nội địa  |
| Virgin Blue cung ứng bởi Pacific Blue            | Auckland, Christchurch, Denpasar/Bali, Dunedin, Hamilton, Honiara, Nadi, Port Moresby, Port Vila, Queenstown [theo mùa], Wellington | Quốc tế  |
| Virgin Blue cung ứng bởi Polynesian Blue         | Apia | Quốc tế  |

### Hàng hóa

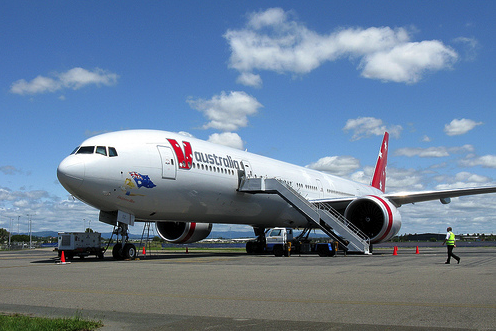
V Australia Boeing 777-300ER at BNE.

| Hãng hàng không                              | Các điểm đến                  |
| -------------------------------------------- | ----------------------------- |
| Australian air Express                       | Melbourne, Cairns, Townsville |
| HeavyLift Cargo Airlines                     | Honiara, Port Moresby         |
| Pacific Air Express                          | Honiara, Nauru, Port Vila     |
| Pel-Air for DHL                              | Mackay, Rockhampton, Sydney   |
| Toll Aviation cung ứng bởi Jetcraft Aviation | Adelaide, Melbourne, Sydney   |
| Toll Priority                                | Melbourne, Perth, Sydney      |